# Inez Haynes Irwin
Inez Haynes Irwin, Premio O. Henry, nota anche con lo pseudonimo di Inez Haynes Gillmore (Rio de Janeiro, 2 marzo 1873 – Scituate, 25 settembre 1970), è stata una scrittrice, giornalista e femminista statunitense, membro del National Woman's Party e presidente della Authors Guild. Molte delle sue opere sono state pubblicate con il suo precedente nome Inez Haynes Gillmore. Ha scritto oltre 40 libri ed è stata attiva nel movimento suffragista all'inizio del 1900. La Irwin era una "donna ribelle e audace", ma si definiva "la più timida delle creature". È morta all'età di 97 anni.
La Irwin era un'amica intima della scrittrice femminista americana Mary MacLane, che inserì un colorato ritratto della personalità della Irwin nei suoi articoli di giornale a Butte, nel 1910.

## Biografia

### I primi anni e l'educazione
Inez Haynes nacque il 2 marzo 1873 a Rio de Janeiro, in Brasile, da Gideon Haynes ed Emma Jane (Hopkins) Haynes. I suoi genitori erano di Boston, Stati Uniti, ma erano rimasti in Brasile a causa dei problemi di lavoro di suo padre. Sua madre, seconda moglie di suo padre, aveva 24 anni meno di lui e doveva crescere una famiglia di 17 figli (di cui 10 suoi).
La famiglia tornò a Boston dove crebbe Inez Haynes. Frequentò quattro scuole pubbliche e poi il Radcliffe College tra il 1897 e il 1900. All'epoca Radcliffe era un "centro del sentimento suffragista" e Inez e Maud Wood Park fondarono la College Equal Suffrage League, che in seguito divenne il National College Equal Suffrage League.

### Carriera
Nell'agosto 1897 Inez Haynes sposò Rufus H. Gillmore, un editore di giornali e assunse il nome di Inez Haynes Gillmore. I Gillmore visitarono l'Europa prebellica dove incontrarono rivoluzionari russi e pittori impressionisti francesi. Nonostante suo marito sostenesse il suo femminismo, in seguito divorziarono. Pubblicò il suo primo romanzo, June Jeopardy nel 1908 e subito dopo diventò redattrice di narrativa di The Masses, una rivista mensile di sinistra.
Nel gennaio 1916 sposò il giornalista e scrittore William Henry Irwin e il suo nome cambiò in Inez Haynes Irwin, sebbene continuasse a pubblicare con il suo nome precedente, Inez Haynes Gillmore. Gli Irwin trascorsero l'estate a Scituate, nel Massachusetts, all'inizio del 1900. Durante la prima guerra mondiale gli Irwin vissero in Europa dove lavorò come corrispondente di guerra in Inghilterra, Francia e Italia. Inez Haynes stimò che tra le 500.000 e le 750.000 donne siano state uccise durante la guerra. William Henry morì nel 1948 e lei si trasferì a Scituate, Massachusetts, dove rimase fino alla sua morte all'età di 97 anni il 25 settembre 1970.
Inez Haynes era una leader femminista e un'attivista politica. Era membro del National Advisory Council del National Woman's Party e scrisse la biografia del partito, The Story of the Woman's Party, nel 1921. Scrisse anche una storia di donne americane, Angels and Amazons: A Hundred Years of American Women (Angeli e Amazzoni: cento anni di donne americane) (1933).

#### Carriera di scrittrice
Oltre alle opere di saggistica sopra menzionate, ha pubblicato oltre 30 romanzi, tra cui Angel Island (1914), una "fantasia radicale femminista di Swiftian" su un gruppo di uomini bloccati su un'isola occupata da donne alate. Angel Island è stato ripubblicato nel 1988 come un "classico della prima letteratura femminista" con un'introduzione dell'autrice di fantascienza e fantasy Ursula K. Le Guin. La sua narrativa spesso affrontava questioni femministe e la difficile situazione delle donne, inclusi il divorzio, la genitorialità single e problemi sul posto di lavoro.
La sua serie di 15 libri Maida di libri per bambini è stata scritta in un periodo di 45 anni e racconta la storia di una studentessa la cui madre è morta e il cui padre è molto ricco.
Ha anche scritto racconti per riviste, uno dei quali, "The Spring Flight", che le è valso il Premio O. Henry nel 1924.

## Associazioni
- Gilda dell'autore d'America, vicepresidente, 1930-1931; presidente, 1931-1933
- Cofondatrice del National Collegiate Equal Suffrage League
- Presidente del Consiglio di Amministrazione del Centro Mondiale per gli Archivi delle Donne, 1936-1938/1940.
- Membro del Comitato Americano del Prix Femina, 1931-1933[12]

## Premi
- Premio O. Henry, 1924 – per il suo racconto "The Spring Flight"[4][13]

## Opere scelte

### Romanzi
- June Jeopardy, Huebsch, 1908

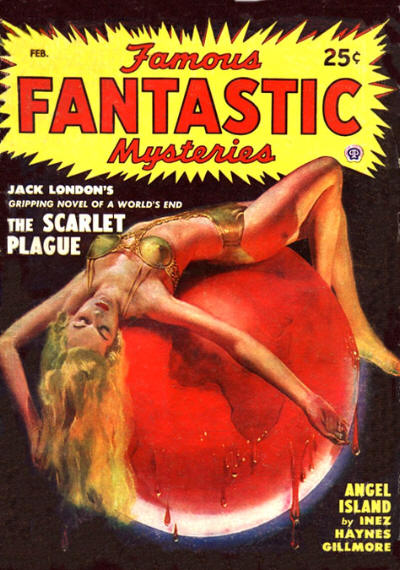
Angel Island è stato ristampto nel febbraio 1949

- Phoebe and Ernest, Holt, 1910 – illustrato da R.F. Schabelitz
- Janey: being the record of a short interval in the journey through life and the struggle with society of a little girl of nine, Holt, 1911
- Phoebe, Ernest, and Cupid, Holt, 1912 – illustrato da R. F. Schabelitz
- Angel Island, Holt, 1914 – ristampato, Arno, 1978; nuova edizione, NAL Plume, 1988 con un'introduzione di Ursula K. Le Guin
- The Ollivant Orphans, Holt 1915
- The Lady of Kingdoms, George H. Doran, 1917
- The Happy Years, Holt, 1919
- Out of the Air, Harcourt, 1921
- The Lost Diana (novella), Everybody's Magazine, June 1923
- Discarded, serializzato su The American Magazine, maggio-novembre 1925
- Gertrude Haviland's Divorce, Harper, 1925
- Gideon, Harper, 1927
- P.D.F.R.: A New Novel, Harper, 1928
- Family Circle, Bobbs-Merrill, 1931
- Youth Must Laugh, Bobbs-Merrill, 1932
- Strange Harvest, Bobbs-Merrill, 1934
- Murder Masquerade, H. Smith & R. Haas, 1935
- Little Miss Redhead, Lothrop, 1936 – autoillustrato
- The Poison Cross Mystery, H. Smith & R. Haas, 1936
- A Body Rolled Downstairs, Random House, 1938
- Many Murders, Random House, 1941
- The Women Swore Revenge, Random House, 1946

#### I libri di Maida
- Maida's Little Shop, Grosset & Dunlap, 1909
- Maida's Little House, Grosset & Dunlap, 1921
- Maida's Little School, Grosset & Dunlap, 1926
- Maida's Little Island, Grosset & Dunlap, 1939
- Maida's Little Camp, Grosset & Dunlap, 1940
- Maida's Little Village, Grosset & Dunlap, 1942
- Maida's Little Houseboat, Grosset & Dunlap, 1943
- Maida's Little Theater, Grosset & Dunlap, 1946
- Maida's Little Cabins, Grosset & Dunlap, 1947
- Maida's Little Zoo, Grosset & Dunlap, 1949
- Maida's Little Lighthouse, Grosset & Dunlap, 1951
- Maida's Little Hospital, Grosset & Dunlap, 1952
- Maida's Little Farm, Grosset & Dunlap, 1953
- Maida's Little House Party, Grosset & Dunlap, 1954
- Maida's Little Treasure Hunt, Grosset & Dunlap, 1955

### Racconti brevi
- "The Father of His Son", Everybody's Magazine, Luglio 1904
- "A Doorstep Introduction", Pearson's Magazine, novembre 1904
- "Love Me, Love My Dog", Pearson's Magazine, novembre 1904
- "The Start", Everybody's Magazine, dicembre 1904
- "The Matchbreakers", Hampton's Broadway Magazine, novembre 1908
- "The Eternal Challenge", Everybody's Magazine, gennaio 1912
- "With Pitfall and With Gin", Pictorial Review, febbraio 1912
- "The Woman Across the Street", Ladies' Home Journal, settembre 1916
- "The Sixth Canvassar", The Century, gennaio 1916
- "The Last Cartridge", McCall's, ottobre 1922
- "The Spring Flight", McCall's, giugno 1924 – vincitore del Premio O. Henry 1924
- "The Irish Language", Everybody's Magazine, luglio 1925

### Saggistica
- The Californiacs, A. M. Robertson, 1916 – un libro di viaggio sulla California
- The Native Son, A. M. Robertson, 1919 – un libro sulla California
- The Story of the Women's Party, Harcourt, 1921; pubblicato come Up Hill With Banners Flying, Traversity Press, 1964 – una biografia del National Woman's Party e una storia delle suffragette
- Angels and Amazons: A Hundred Years of American Women, Doubleday, 1933 – una raccolta di cenni biografici
- Good Manners for Girls, Appleton-Century, 1937
- "You Bet I Am!" (article), Woman's Day, ottobre 1938
- Adventures of Yesterday, General Microfilm, 1973 – un'autobiografia[4][14]